# The Deepest Cut
A The Deepest Cut az angol Omni Trio 1995-ös lemeze.

## Számok
1. Renegade Snares – Foul Play VIP Mix
2. Together – VIP Mix
3. Living For The Future – FBD Project Mix
4. Rollin' Heights
5. Mainline – 95 Lick
6. Soul Of Darkness
7. Shadowplay
8. Alien Creed
9. Feel Good – Remix
10. Thru The Vibe
11. Torn
12. Living For The Future